# Austin Victoria
Der Austin Victoria war ein viertüriger PKW der unteren Mittelklasse mit Frontantrieb, der von Leyland Authi im spanischen Pamplona von 1972 bis 1975 hergestellt wurde. Ein weitgehend identisches Modell wurde seit 1971 in Südafrika gebaut und dort als Austin Apache verkauft.
Der Wagen basierte auf der Plattform des BMC ADO16 (Austin/Morris 1100). Neu war das Stufenheck mit Teilen vom Triumph 2000, aber auch der Bug war verlängert. Designer war Giovanni Michelotti.